# Îndrăgostiții din Marona (film din 1966)
Îndrăgostiții din Marona (în poloneză Kochankowie z Marony) este un film melodramatic polonez din 1966, inspirat din romanul omonim al lui Jarosław Iwaszkiewicz.

## Rezumat
Învățătoarea Ola Czekaj din Marona are o relație de dragoste cu Janek, un pacient al sanatoriului de tuberculoși.

## Distribuție
- Barbara Horawianka⁠(d) — Ola Czekaj, învățătoare la Marona
- Andrzej Antkowiak⁠(d)  — Janek, pacient la un sanatoriu de tuberculoși
- Józef Łotysz — Arek, prietenul lui Janek
- Wiesława Mazurkiewicz⁠(d) — soția lui Horn
- Władysław Hańcza — Gulbiński
- Danuta Wodyńska⁠(d) — sora Eufrozyna Pogorzelska
- Jan Świderski — Horn, directorul școlii
- Ewa Milde⁠(d) — Janka (nemenționată)
- Jerzy Nowak⁠(d) — pescar (nemenționat)
- Grzegorz Roman⁠(d) — Józio (nemenționat)
- Natalia Szymańska⁠(d) — vecină (nemenționată)